# Люган (Тарн)
Люга́н (фр. Lugan, окс. Luganh) — коммуна во Франции, находится в регионе Юг — Пиренеи. Департамент — Тарн. Входит в состав кантона Лавор. Округ коммуны — Кастр.
Код INSEE коммуны — 81150.

## География

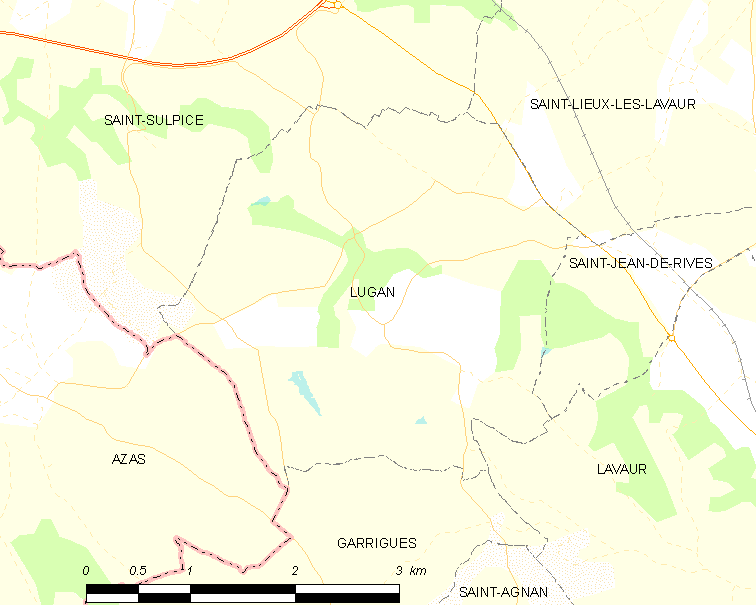
Карта коммуны

Коммуна расположена приблизительно в 580 км к югу от Парижа, в 27 км северо-восточнее Тулузы, в 45 км к юго-западу от Альби.

## Климат
Климат умеренно-океанический. Зима мягкая и дождливая, лето жаркое с частыми грозами. Ветры довольно редки.

## Население
Население коммуны на 2010 год составляло 423 человека.
| 1962 | 1968 | 1975 | 1982 | 1990 | 1999 | 2010 |
| ---- | ---- | ---- | ---- | ---- | ---- | ---- |
| 206  | 194  | 168  | 198  | 234  | 263  | 423  |

## Администрация
| Период | Период | Фамилия      | Партия | Примечания |
| ------ | ------ | ------------ | ------ | ---------- |
| 2001   | 2008   | Шарль де Пу  |        |            |
| 2008   | 2020   | Ксавье Крему |        |            |

## Экономика
В 2007 году среди 260 человек в трудоспособном возрасте (15—64 лет) 204 были экономически активными, 56 — неактивными (показатель активности — 78,5 %, в 1999 году было 72,0 %). Из 204 активных работали 195 человек (104 мужчины и 91 женщина), безработных было 9 (6 мужчин и 3 женщины). Среди 56 неактивных 18 человек были учениками или студентами, 19 — пенсионерами, 19 были неактивными по другим причинам.